# 地金掘
地金掘（じがねぼり）は、千葉県柏市を流れる川。大堀川の支流。
柏市正連寺、国道16号とつくばエクスプレスの交点付近にある「こんぶくろ池」や「弁天池」などの湧水を水源とし、南に流れ、柏市根戸新田の「ロジポート北柏」付近で大堀川に注ぐ。水源は湧水だが、途中で生活排水などが加わって汚くなり、水量も増える。旧柏ゴルフ場から集まるきれいなわき水などが加わることで、松葉町付近ではCOD10ほどになる。